# Museu Florestal Octávio Vecchi
O Museu Florestal Octávio Vecchi possui acervo em madeira rica em detalhes, com réplicas perfeitas das sementes e folhas das árvores, além de peças em charão, xilogravura e exposições itinerantes.
O Museu está localizado no interior do Parque Estadual Alberto Löfgren. Insere-se na estrutura organizacional do  Instituto Florestal, instituição pública de pesquisa científica e conservação da natureza vinculada à Secretaria de Infraestrutura e Meio Ambiente do estado de São Paulo.
O acervo dispõe de um mostruário de sementes de madeiras entalhadas com o fruto e folha da árvore real, além de móveis e objetos confeccionados com árvores nativas.
Ao lado do museu está o marco de passagem do Trópico de Capricórnio, linha geográfica imaginária que está localizada abaixo da Linha do Equador e que indica a latitude.

## História

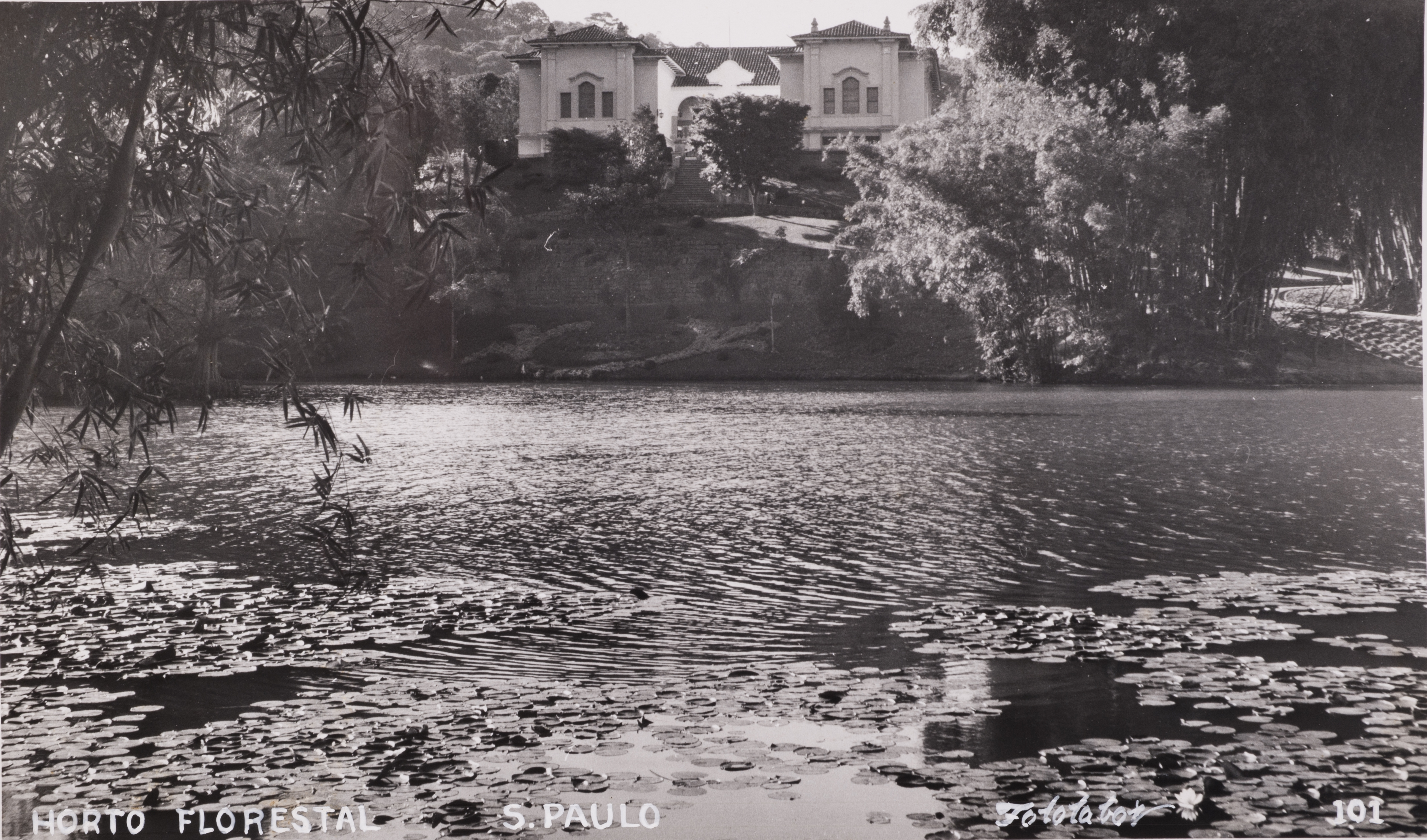
Vista do edifício do museu, em meados do século XX, em fotografia de Werner Haberkorn.

O Governo de São Paulo, no final do século XIX, tem o propósito de criar um Horto Botânico, então em 1896 ele é criado, institucionalmente ligado à Seção de Botânica da Comissão Geográfica e Geológica da Província de São Paulo, criada dez anos antes.
A Comissão Geográfica e Geológica foi fundada e dirigida pelo geólogo e geógrafo americano Orville Derby (1851-1915). Contribui com uma visão abrangente da natureza, criando vários setores como geológico, meteorológico, botânico e topográfico na instituição.
A Secção Botânica nasce, sob direção do cientista Albert Löfgren (1864-1918), que iniciou a organização de um herbário. A beira da Serra da Cantareira foram plantadas 696 espécies, das quais 321 eram provenientes dos jardins botânicos de Sydney, Singapura e Calcutá”.
O Horto Botânico e Florestal oferecia diversas atrações: um orquidário, a coleção de Rhypsalis – um tipo de cactácea – e cerca de 350 espécies arbóreas do Estado.
Em 1911 se dá a criação do Serviço Florestal do Estado, sob a direção de Edmundo Navarro de Andrade, que convidou Octávio Vecchi para vir ao Brasil a fim de cuidar de alguns hortos florestais que estavam sendo abertos no interior do Estado de São Paulo.
O objetivo do Estado com a criação do Serviço Florestal, sob domínio de Edmundo Navarro de Andrade, era pôr fim às críticas que se faziam à devastação das matas no Estado.
Criou-se a Guarda Florestal para fiscalização das matas da Serra da Cantareira devido à grande retirada de madeira no local.
Octávio Vecchi, sucessor do coronel Cornélio Schmidt, assume a direção do Serviço Florestal em 1927, dando inicio à construção do Museu Florestal. Destaque para o papel pioneiro, ativo e criativo de Octávio Vecchi, devido sua participação à frente da construção de um museu em anos de agitações políticas, lutas sociais e definições de novos rumos para o Brasil – como a Revolução de 30, período que determinou o fim da Primeira República.

## Octávio Vecchi

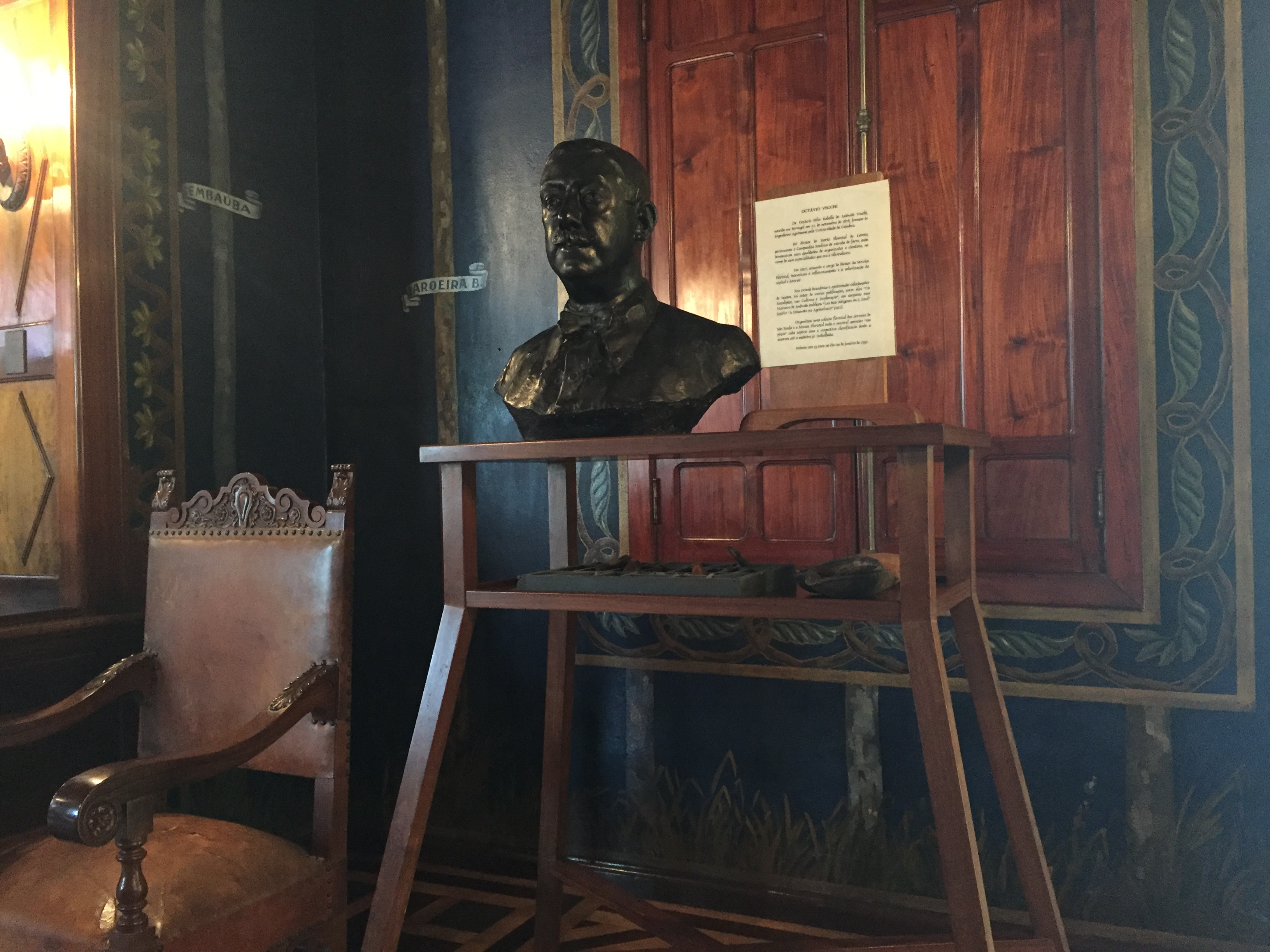
Busto de Octávio Vecchi localizado no hall de entrada do Museu

Octávio Vecchi era engenheiro agrônomo, antes de se formar em agronomia teve uma formação artística. Filho de Lúcio Júnio Vecchi (1850-1916) e Maria Evelina da Costa Freire Rebelo de Andrade Vecchi (1853-1919), Octávio Félix Rabello de Andrade Vecchi nasceu em Lisboa, Portugal, em 22 de novembro de 1878. Foi o primogênito do casal que teve mais duas filhas Maria Teresa Rebelo de Andrade Vecchi e Maria Evelina Rebelo de Andrade Vecchi.
Estudou no Colégio Infantil e no Instituto Nobre de Carvalho. Em 1903, seguiu para Coimbra para a Escola Nacional de Agricultura e acredita-se que tenha estudado junto com Edmundo Navarro de Andrade nesta época. Anos depois, destacou-se como grande técnico no Laboratório de Análises Químicas e Físicas de Lisboa.
Tempos depois, no Brasil, a expansão cafeeira e a formação da rede ferroviária que avançava pelo oeste paulista eram responsáveis pela derrubada de florestas nativas. Navarro de Andrade estava à frente do reflorestamento dessas áreas desmatadas e em 1911 convida o engenheiro agrônomo para dirigir o recém-criado Serviço Florestal do Estado.
E então, a instituição passa a trabalhar maciçamente com as florestas de rápido crescimento e a desenvolver um serviço de extensão florestal, cujas mudas passaram a ser distribuídas através da rede ferroviária do Estado, a partir da sede e das unidades regionais do Serviço Florestal do Estado, do qual o Instituto Florestal é hoje o herdeiro.
Em 28 de dezembro de 1927, foi admitido como Diretor do Serviço Florestal do Estado, logo em seguida dando início à construção do museu. Trouxe para a capital o vasto herbário e a coleção da flora lenhosa do Estado de São Paulo que havia iniciado no Horto Florestal de Loreto. 

## O Museu Florestal

### Inauguração
Em 1930 o Museu já estava arquitetonicamente pronto e já recebia visitantes, mas inauguração só se deu no dia 30 de setembro de 1931, após dois anos de construção. Estiveram presentes à inauguração o Secretário da Agricultura Adalberto Queiroz Telles e o Interventor Federal do governo paulista, Dr. Laudo Ferreira de Camargo.  
Uma singularidade deste projeto é que a sua construção teve intenção museológica. Até a década de 1980 o Museu Florestal era ligado à Secretaria da Agricultura, e em 1986 com a criação da Secretaria do Meio Ambiente, o museu passa a ser ligado à esta. O decreto estadual 64.059, de 1 de janeiro de 2019, dá nova denominação à pasta de governo, que passa a se chamar Secretaria de Infraestrutura e Meio Ambiente. 

### O edifício
Em área construída de, aproximadamente, 1.000m², o edifício foi projetado com dois pavimentos, com a face da fachada principal voltada para o sul. Com três lanços, é pela ala central recuada que a escadaria revestida de mármore e o alpendre possibilitam o acesso ao pavimento superior.
A edificação tem predominância neocolonial, estilo arquitetônico que estava em alta na capital paulista da época. Entre suas características estão os largos beirais com “cachorros” nos telhados, frontão curvo, arcos nas fachadas e telhas capa e canal. 

O telhado original da construção é estruturado em madeira e revestido de telhas de barro. As saliências na fachada frontal são delimitadas por falsas colunas que ultrapassam o nível da cobertura, assumindo a forma de pináculos de alvenaria, revestidos com argamassa. No eixo central da fachada frontal destaca-se a escadaria revestida de mármore, com corrimãos decorativo. 

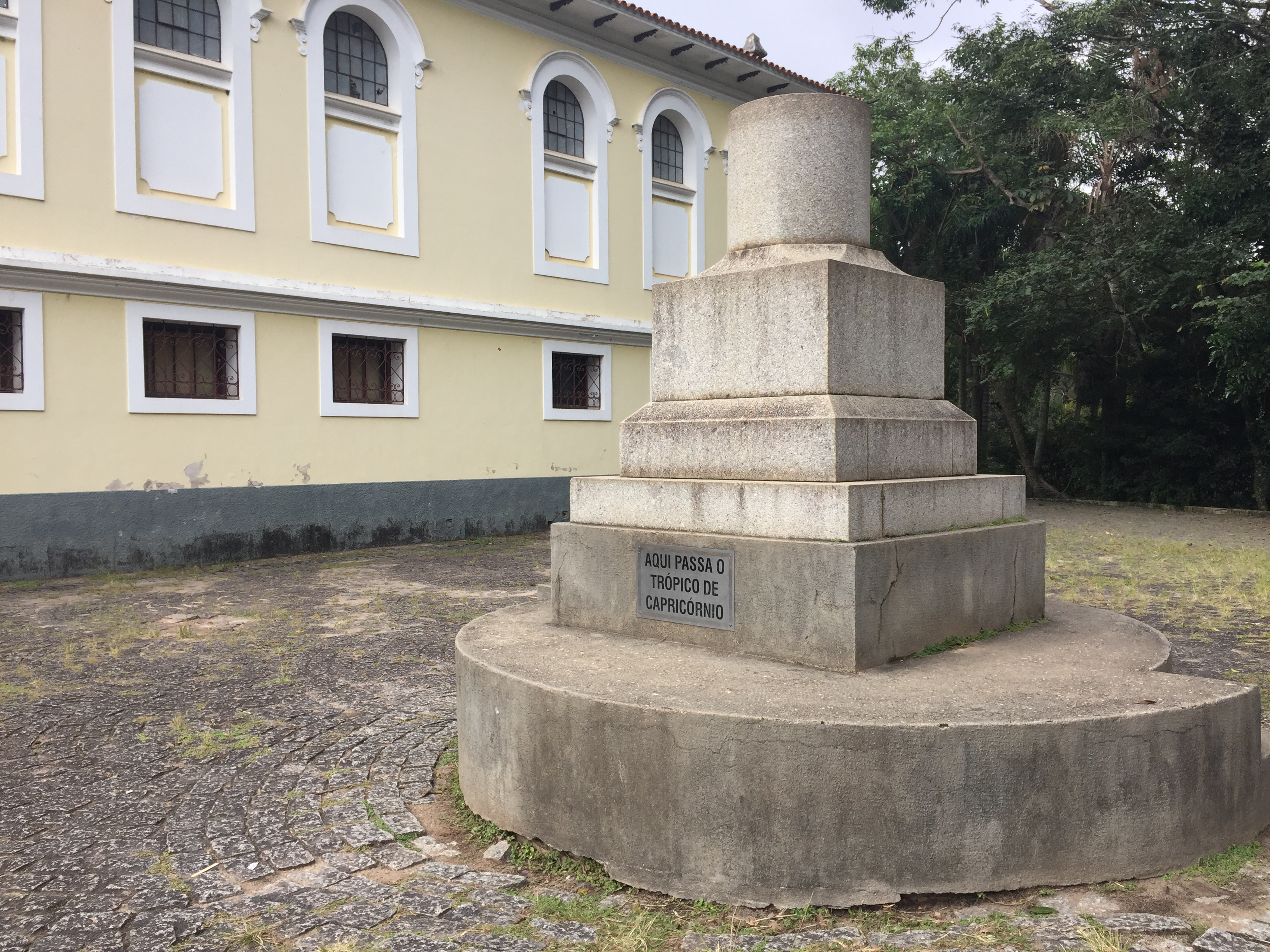
Monumento que marca o ponto por onde passa o Trópico de Capricórnio

As fachadas laterais podem ser consideradas simples em relação à principal. A lateral direita é muito próxima ao monumento que marca o Trópico de Capricórnio, sendo a simplicidade explicada pela importância do marco geográfico. Cada uma das fachadas laterais é composta por doze aberturas com características e dimensões diferentes; as seis aberturas do pavimento superior, que correspondem aos vitrais, terminam em arco pleno; as do pavimento térreo possuem molduras simples e grades metálicas como elementos decorativos e proteção.
Os dois pavimentos do edifício são compostos de cinco cômodos cada um. Nota-se uma semelhança da distribuição espacial, mas há diferenças entre os dois andares, apresentadas na decoração e nos revestimento utilizados. 

#### Reformas
O museu passou por uma grande intervenção entre os anos de 1974 e 1975, para ampliar a área de exposição no pavimento térreo com a intenção de abrigar grandes toras de madeira, colocadas verticalmente sobre sua base maior.  Tal intervenção exigiu a construção de baldrames em alvenaria de tijolos maciços de barro e um reforço com estacas. O edifício ganhou novas proporções e houve a necessidade de um remanejamento paisagístico significativo em seu entorno, além da construção da escadaria revestida em granito da entrada do museu.
Em 1996 o Museu foi interditado devido o risco de desabamento de uma das salas da construção. O ponto critico da estrutura era a cobertura, já que não havia manutenção do telhado, rede elétrica e os detalhes construtivos da fachada estavam comprometidos.
Uma no prédio do museu em outubro de 1998 permitiu que o Museu Florestal “Octávio Vecchi” tivesse suas portas reabertas para visitação pública, devido a reforma do telhado, o restauro das fachadas e do piso do acervo, instalação de nova rede elétrica, colocação de divisórias de vidro para separar ambientes, carpete no auditório, restauro da escadaria e restauro do hall principal.

### Acervo

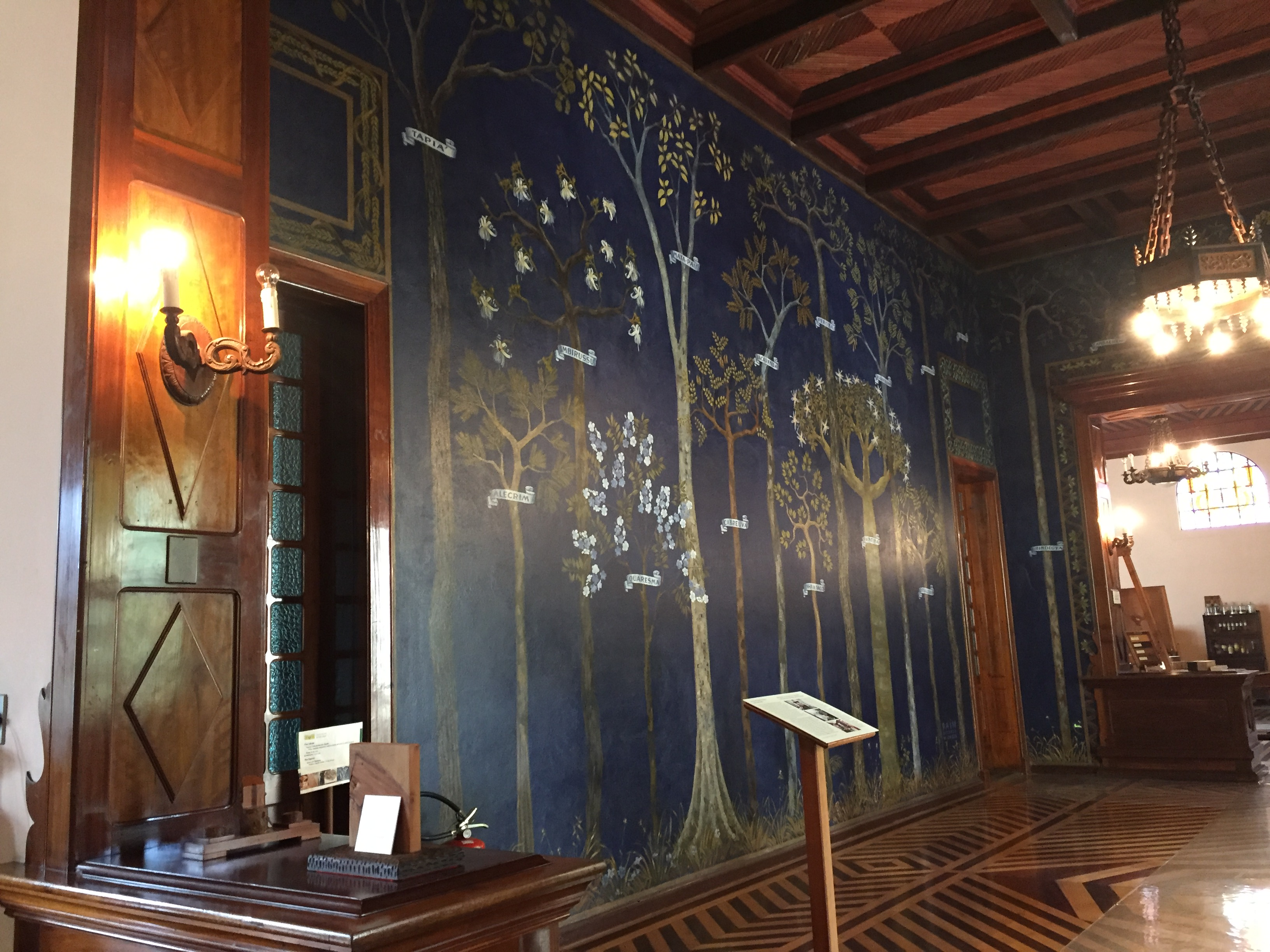
Pintura representando as árvores locais

Apreciador da natureza, Octávio Vecchi gostava de ter por perto um pouco de cada espécie para que pudesse ser estudada. Tinha sua coleção particular de exemplares da flora lenhosa paulista quando ainda era responsável pelo Horto Florestal de Loreto. Com a disponibilização de sua coleção para o museu, Vecchi possibilitou que o seu conhecimento fosse difundido e compartilhado.
Atualmente, o acervo comporta cerca de três mil peças, número inferior ao do início. Não existem fichas de catalogação que permitam identificar as obras, o que dificulta o controle, não havendo registros de doação ou baixa de patrimônio. 
O idealizador do Museu Florestal tinha a preocupação de ter além de um acervo científico, um acervo artístico. Dispondo de coleções de madeiras, aquarelas únicas e elementos arquitetônicos e decorativos.
No andar superior se encontra a exposição permanente do acervo do museu, seguindo o projeto original do idealizador. Além da visitação pública, a função desse pavimento, inicialmente, era a utilização dos espaços como áreas de trabalho e biblioteca, mas o grande fluxo de público fez com que o espaço para  pesquisa fosse reacomodado em outro setor.
Ao acesso ao saguão principal do pavimento, depara-se com painéis, representando as árvores nacionais  espécies de grandes árvores da Serra da Cantareira, que foram desenhados pelo próprio Vecchi e pintados por Antonio Paim. Nesta área o museu se divide, do lado direito fica a “Ala Júlio Prestes”, no qual se encontra o Laboratório de Entomologia, e à esquerda, a “Ala Fernando Costa” para os estudos de botânica.

O acervo trabalha os conhecimentos sobre a floresta, as árvores, os processos de aplicabilidade e preservação, sendo composto por coleções de madeira maciça ou trabalhada na sua forma de uso, por exemplo, como móveis, objetos de arte. 

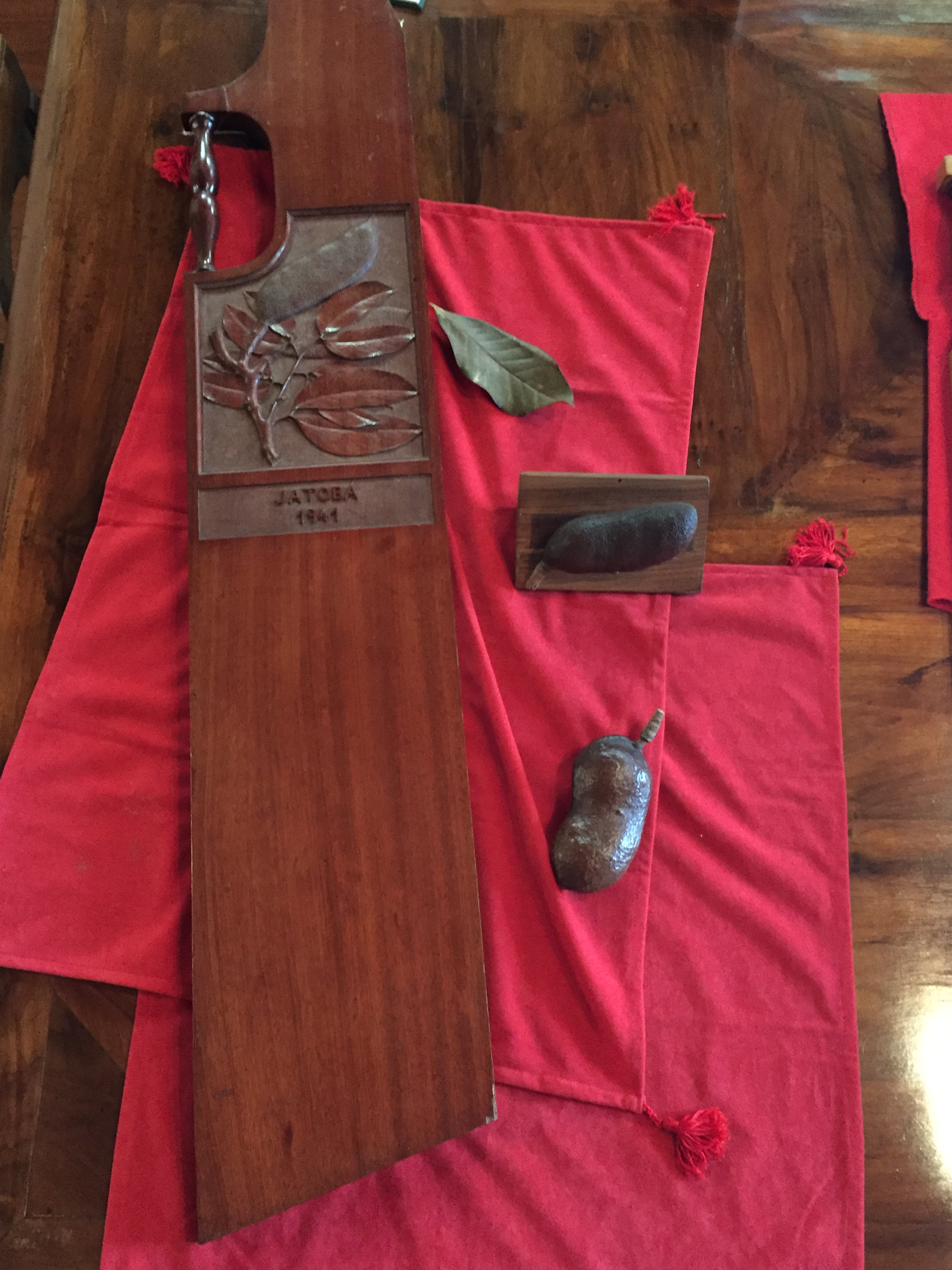
Entalho na prancha de madeira em comparação ao tamanho real do fruto

#### Pranchas entalhadas

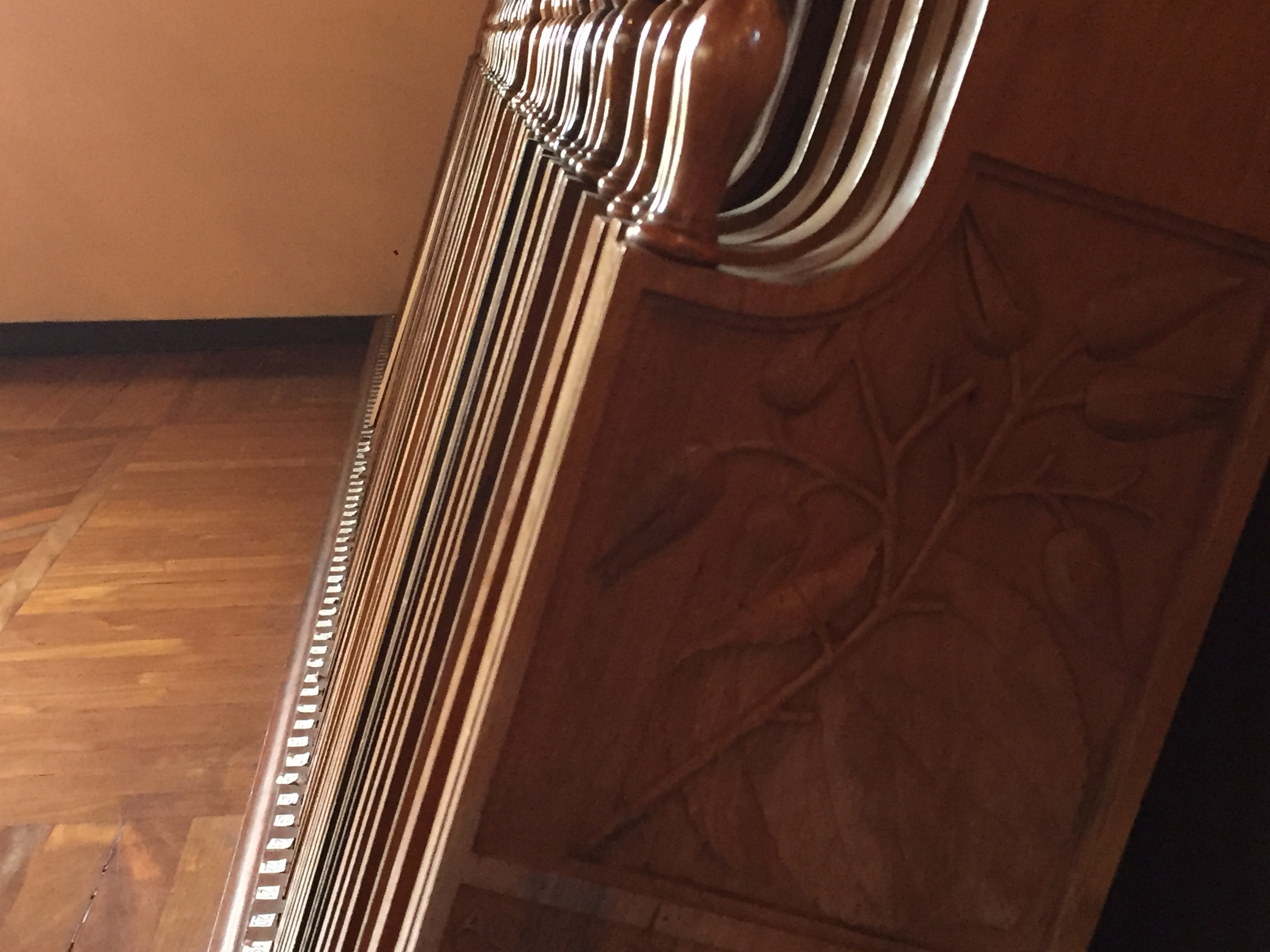
Pranchas entalhadas

Ala reservada para os estudos da botânica, ganha destaque pelo seu acervo de pranchas entalhadas, na qual cada uma é feita sua respectiva madeira, com entalhe da ilustração cientifica em tamanho real da madeira de que é feito tal objeto. As pranchas são chamada de "densidrometro", já que apresenta a densidade de cada tipo de madeira, facilitando a comparação entre os materiais. Os entalhes para fins científicos representam o objetivo do Museu, já que cada peça cada contém em si informações relevantes sobre a espécie, origem, tipo de vegetação, semente, tipo de solo e clima próprios de cada espécie.
Projeto originado por Antonio Oppido, que ao prestar concurso para entrar no museu, apresentou um projeto inédito: entalhar na própria prancha de madeira, que passara a ser amostra técnica, o tipo de flor, a folha e os frutos próprios daquela espécie. Seu serviço visava registrar todas as espécies de que lhe eram entregues pelos engenheiros agrônomos.

A maioria do mobiliário do museu foi feito pelos próprios funcionários do instituto florestal, eles quem cuidavam de todo o tratamento da madeira, desde o desdobramento até a marcenaria, considerados entalhadores oficiais, com profundos conhecimentos da madeira e das possibilidades de técnicas para sua utilização e manuseio. Com a aposentadoria de Antonio Oppido 1967, o cargo deixou de existir, devido a falta de profissionais especializados. 

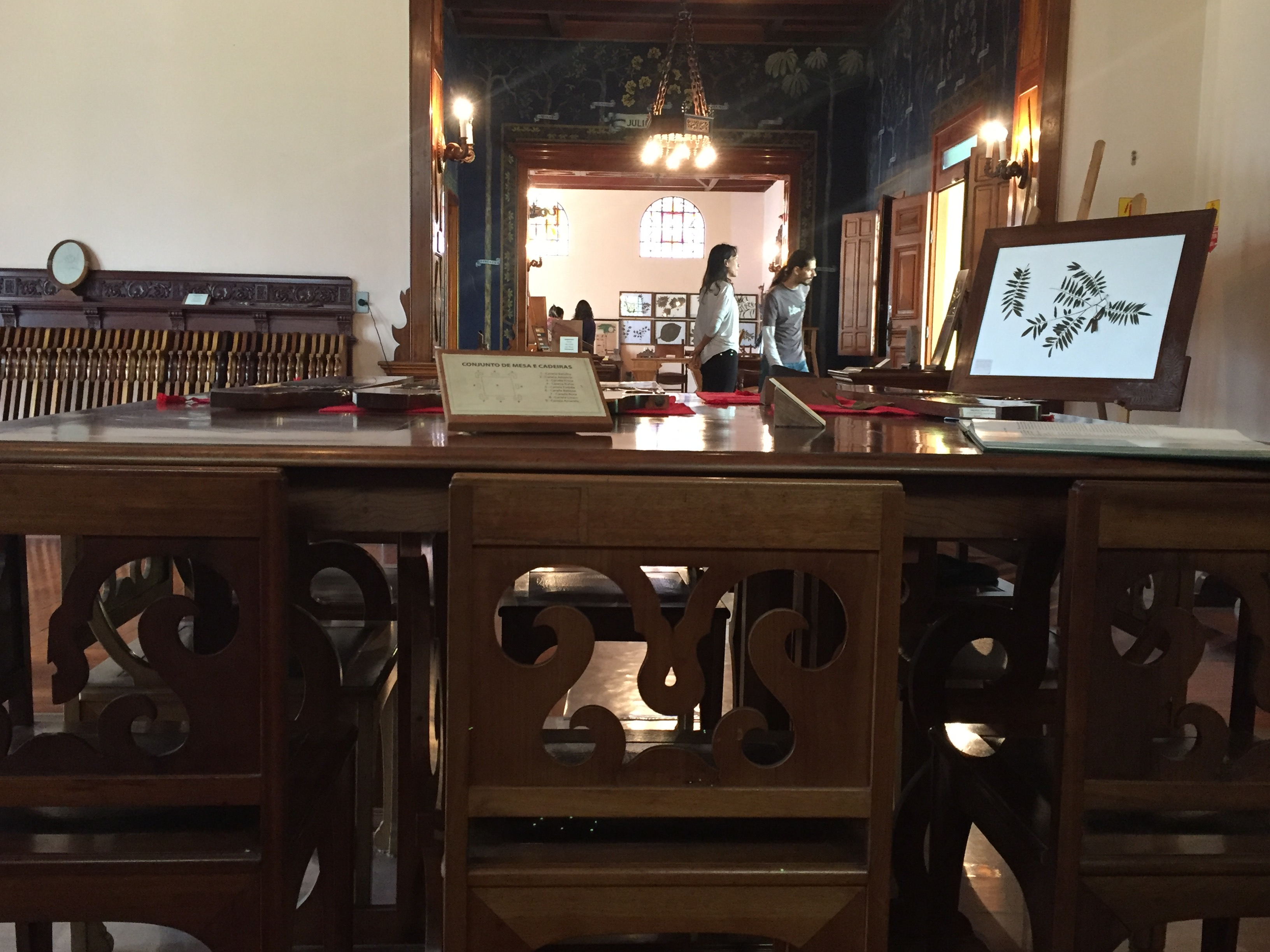
Mesa na qual cada cadeira é de um tipo de madeira.

#### Móveis
A maior parte dos móveis foram projetados e desenhador por Octávio Vecchi, subsequentemente produzidos na oficina da sede do Serviço Florestal. Destaque para esta mesa, com design exclusivo, em que casa cadeira é feita de um tipo de madeira, sendo todas da família da canela. 

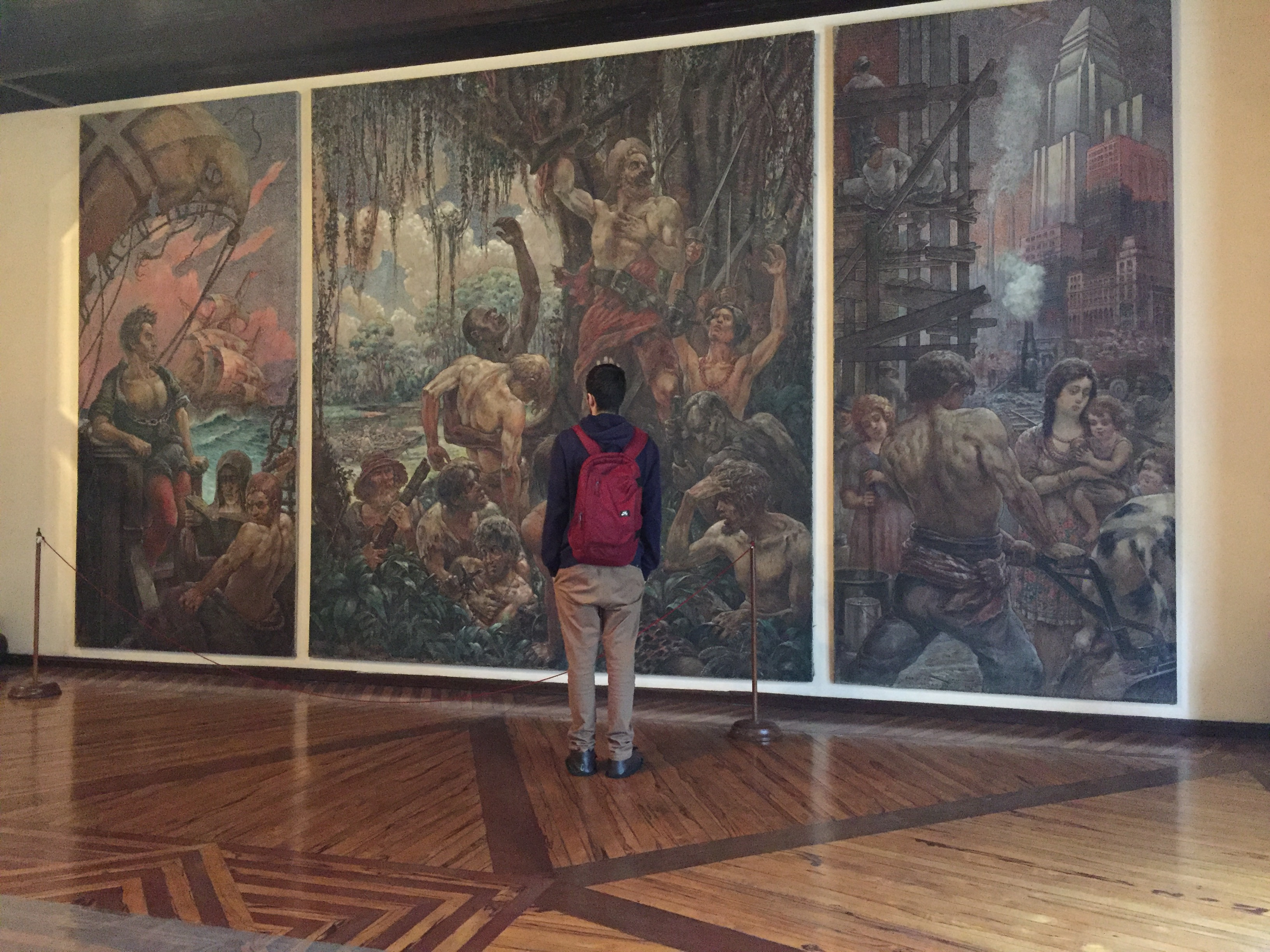
Tríptico, Helios Seelinger

#### Tríptico de Helios Seelinger
Helios Seelinger, pintor simbolista considerado um dos mais interessantes da segunda geração de artistas brasileiros, sua obra no Museu Florestal Octávio Vecchi representa três episódios da história de São Paulo. O primeiro retrata o descobrimento do litoral de São Vicente por Martim Afonso; o segundo relata o bandeirantismo de Fernão Dias Paes Leme; o terceiro e último mostra o crescimento da cidade de São Paulo com seus arranha-céus. Uma curiosidade desta terceira cena do Tríptico está no fato dela ter sido elaborada em 1929, e representa um arranha-céu com as mesmas características do edifício-sede do antigo Banco do Estado de São Paulo, que só foi inaugurado em 1947.

#### Elementos arquitetônicos
Além do rico acervo, o museu dispõe de elementos arquitetônicos e decorativos, observados no piso superior, como os vitrais, assoalho, forro e pórticos. 

Cada ambiente é composto de três espécies diferentes de madeira no chão, no assoalho e no forro, em que os assoalhos dispõe de madeiras duras e resistentes e para os forros foram escolhidas madeiras leves. Sendo todas as madeiras originais e em sua maioria nacionais. Ressalta-se o fato de que a única restauração que houve foi o processo de raspagem e passagem de resina, para manutenção do piso preservado. Octávio Vecchi quem foi o criador dos projetos decorativos para os forros de madeira em gamela e assoalhos com tabeiras desenhadas.

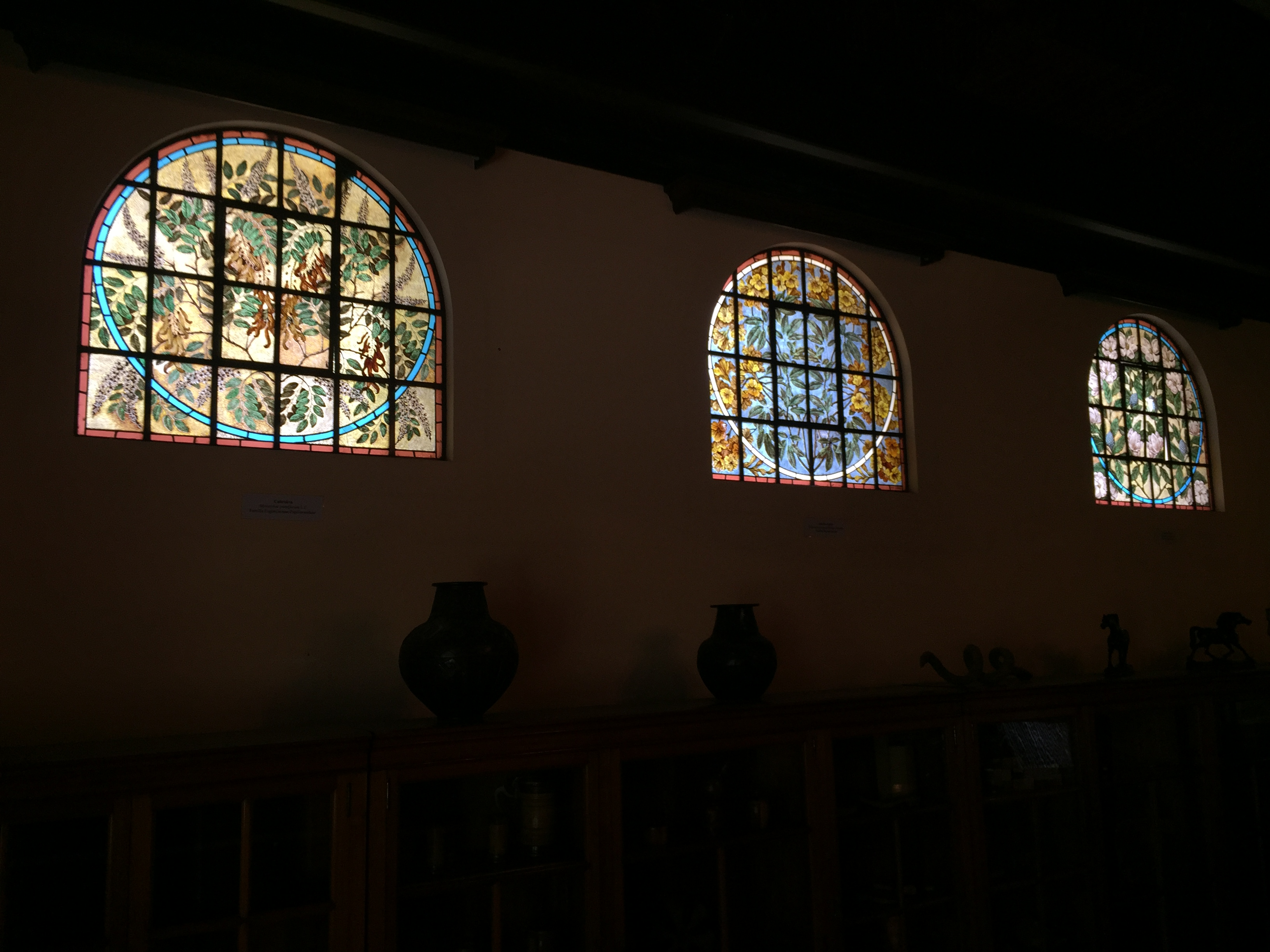
Vitrais ala Fernando Costa

Os vitrais do Museu Florestal também foram idealizados pelo fundador e executados pela Casa Conrado. Os vidrais temáticos acompanham a proposta da sala, divididos em temas de flora e fauna.
Na ala Fernando Costa os vitrais retratam a flora: paineira, açoita-cavalo graúdo, açoita-cavalo miúdo, ipê-do-campo, cabreúva e pinho-do-brejo.  
Na ala Júlio Prestes, originalmente projetada para abrigar o Laboratório de Entomologia, estão os três vitrais que representam os lepidópteros na primeira sala e na seguinda há três vitrais que mostram animais silvestres. 

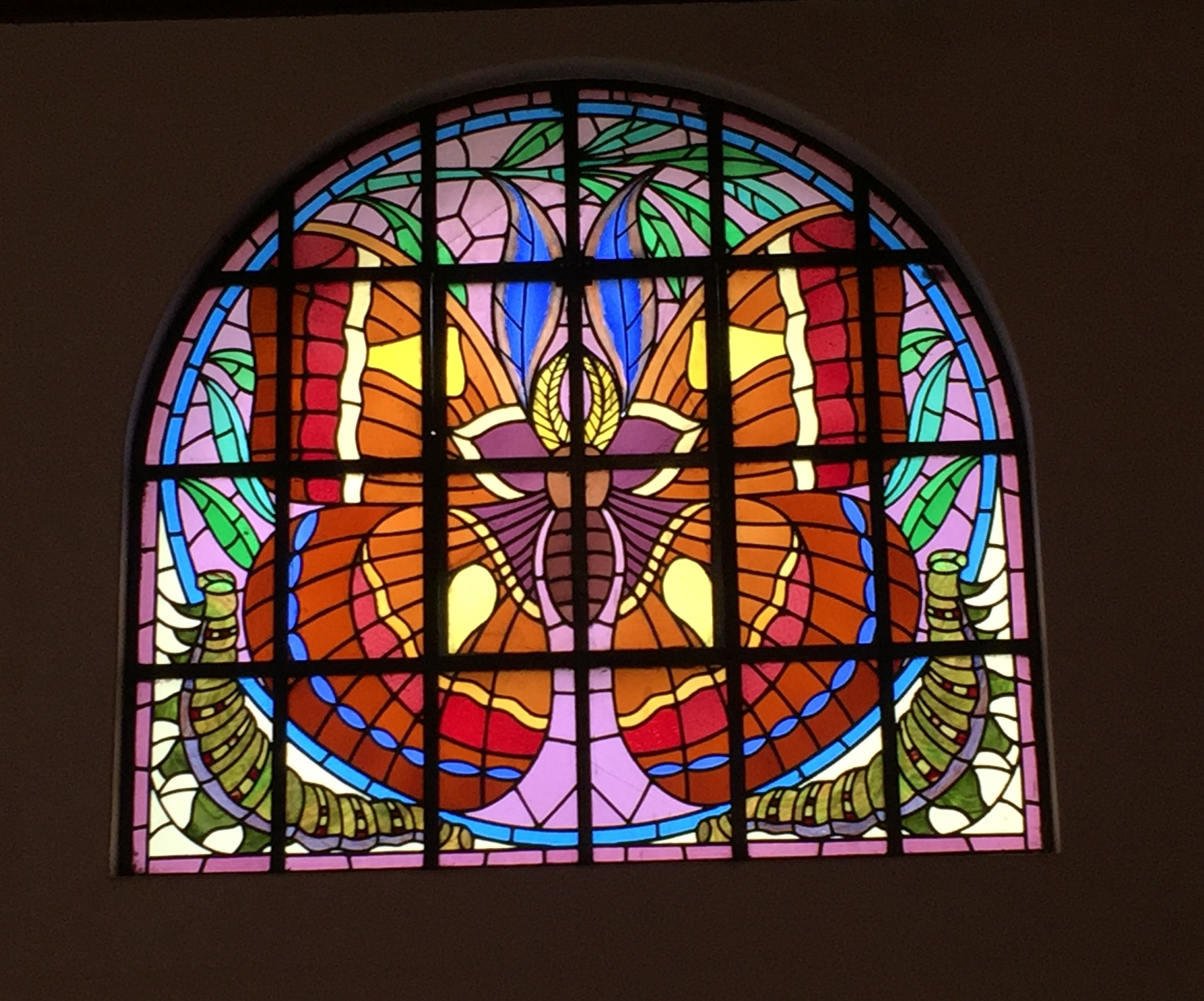
Vitral com tema entomológico, da primeira sala da Ala Júlio Prestes

#### Aquarela
O artista plástico italiano Alfredo Norfini pintou várias aquarelas, representando diversas espécies de árvores. Ao pintar uma árvore, Norfini colocava detalhes que a identificasse com facilidade e seu conhecimento por flores e sementes de árvores, permitia-lhe que colocasse em algum canto da tela o seu nome científico. Atualmente as aquarelas não estão expostas no museu, se encontram embaladas e armazenadas por necessitarem de restauro. 

#### Escolas do Instituto Florestal
Duas escolas funcionaram dentro do Instituto Florestal, a Escola de Xilografia do Horto Florestal e a Escola de Charão “Ryoichi Nakayama”. Elas não faziam uso do espaço do museu para suas atividade, mas utilizavam dos serviços da Seção Técnica do museu para pesquisas; fornecimento de madeira, utilizadas para as matrizes da xilogravura e para obtenção de técnicas quanto à extração do charão. Atualmente, muitas peças e instrumentos das escolas fazem parte do acervo do museu. 

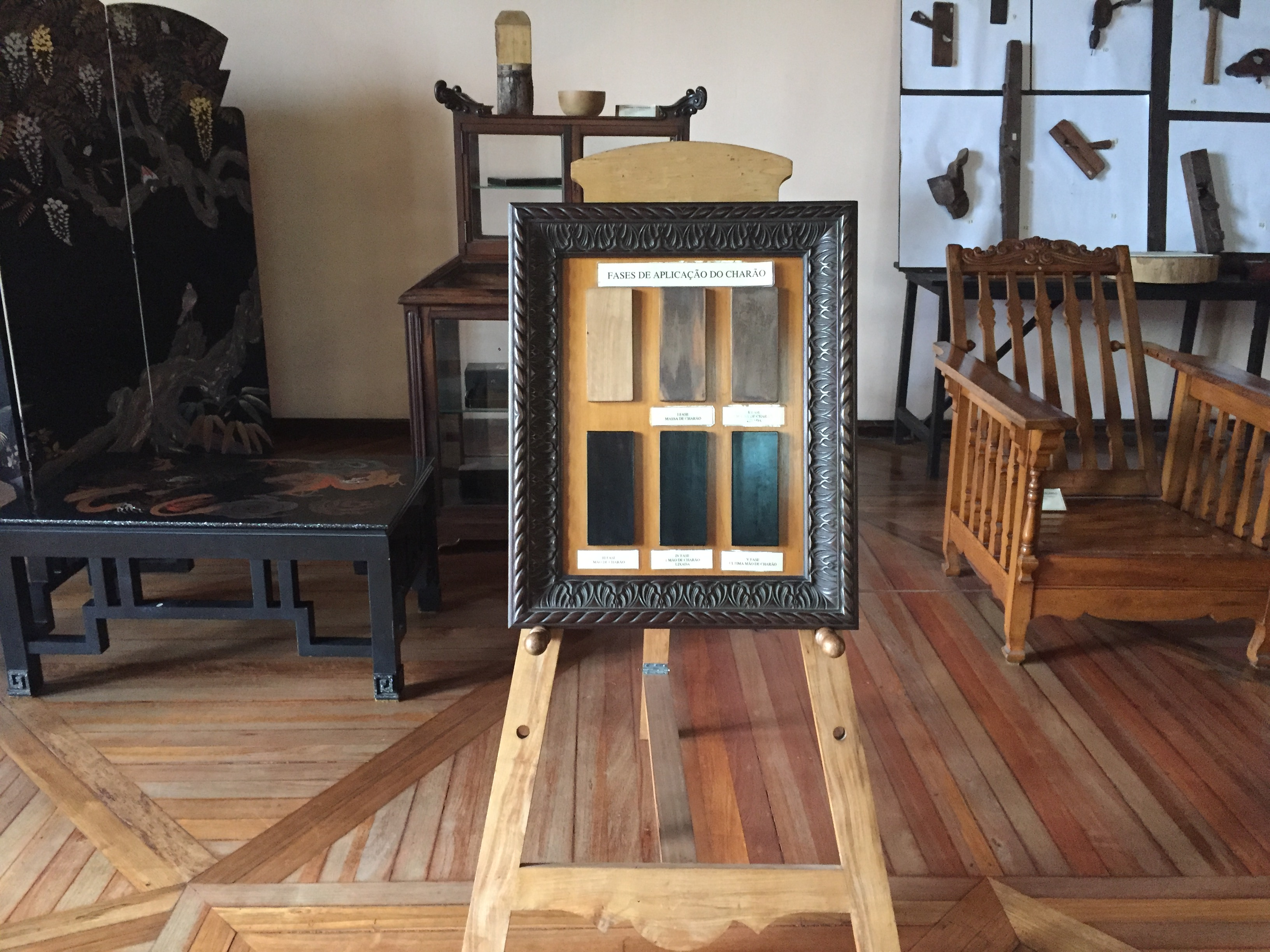
Fases de aplicação do charão

##### Charão
Também conhecida como laca japonesa, o charão é uma técnica milenar de envernizar objetos utilizando a seiva natural da árvore da toxicodendron vernicifluum. O japonês Riochi Nakayama foi o fundador do curso. Chegou ao Brasil em 1929 trazendo sementes da árvore de charão pela primeira vez ao país. O Serviço Florestal financiou o plantio e em 1938 foi realizada a primeira extração da seiva. O Museu detém atualmente um acervo de com centenas de peças, entre móveis e objetos de arte.

##### Xilografia
A Escola de Xilografia do Horto Florestal nasceu em 1939, a partir de uma iniciativa de José Camargo Cabral, dentro de uma visão que buscava criar programas de ação cultural que pudessem tanto ter alcance social quanto contribuir com a produção científica da instituição. Em 1940, Adolph Kohler, um respeitado xilógrafo de Berlim que emigrara para o Brasil em 1927, foi contratado para o posto de professor de xilografia. Foram recrutados alunos entre os funcionários da instituição que tivessem alguma aptidão para o desenho. Alguns moradores locais também se ofereceram como alunos, buscando profissionalização. A Escola de Xilografia do Horto funcionou até o falecimento do professor Kohler, em 1950, e deixou um acervo importante que marca a técnica da gravura sobre a madeira de topo. São aproximadamente mil obras entre tacos desenhados, matrizes entalhadas e xilogravuras em papel. A escola formou alguns gravadores, como, por exemplo José Cruz, Waldemar Moll, e Itajahy Martins, sendo este último o único que seguiu uma carreira artística.

## Galeria

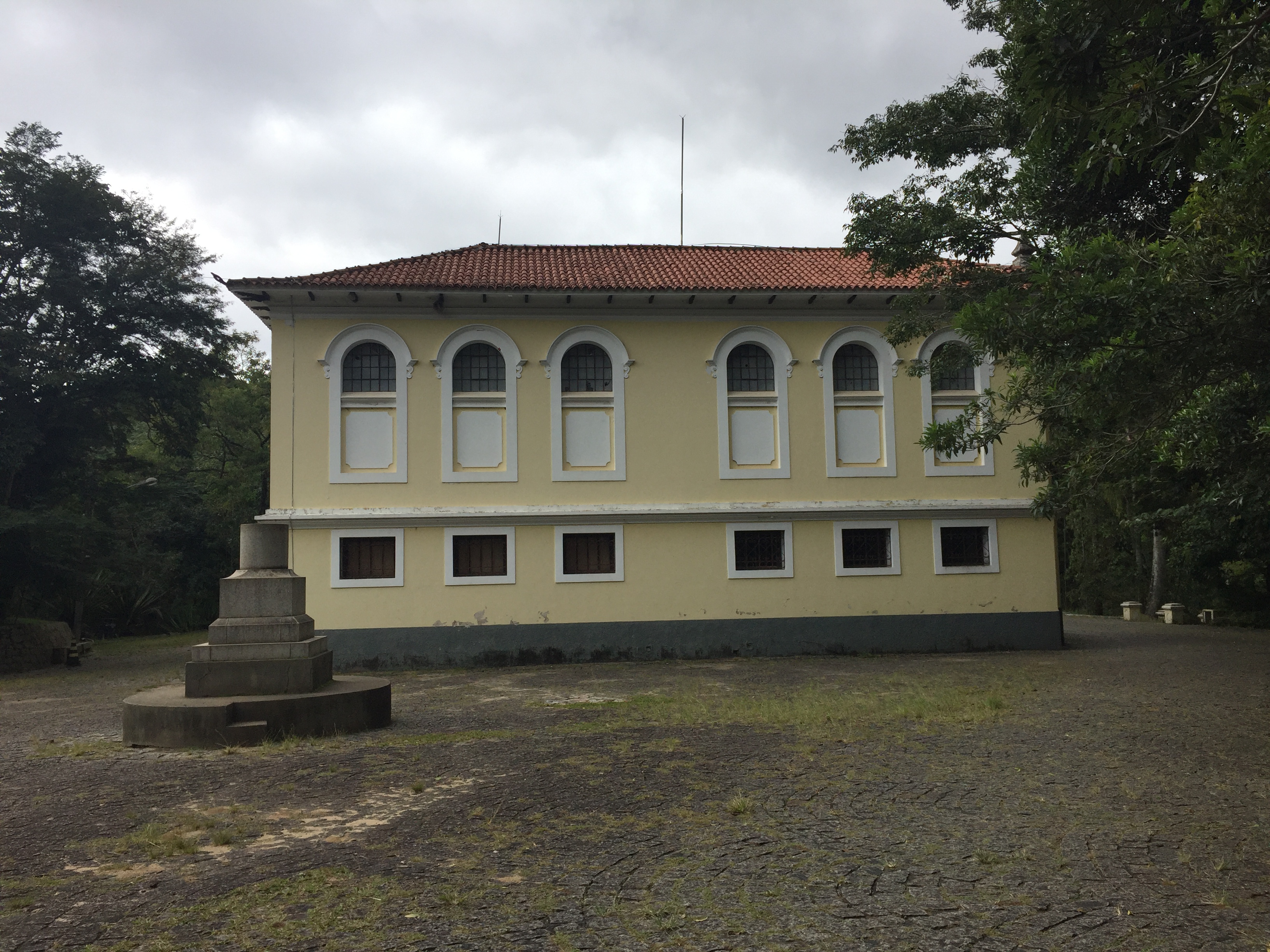
Fachada lateral Museu Florestal Octávio Vecchi
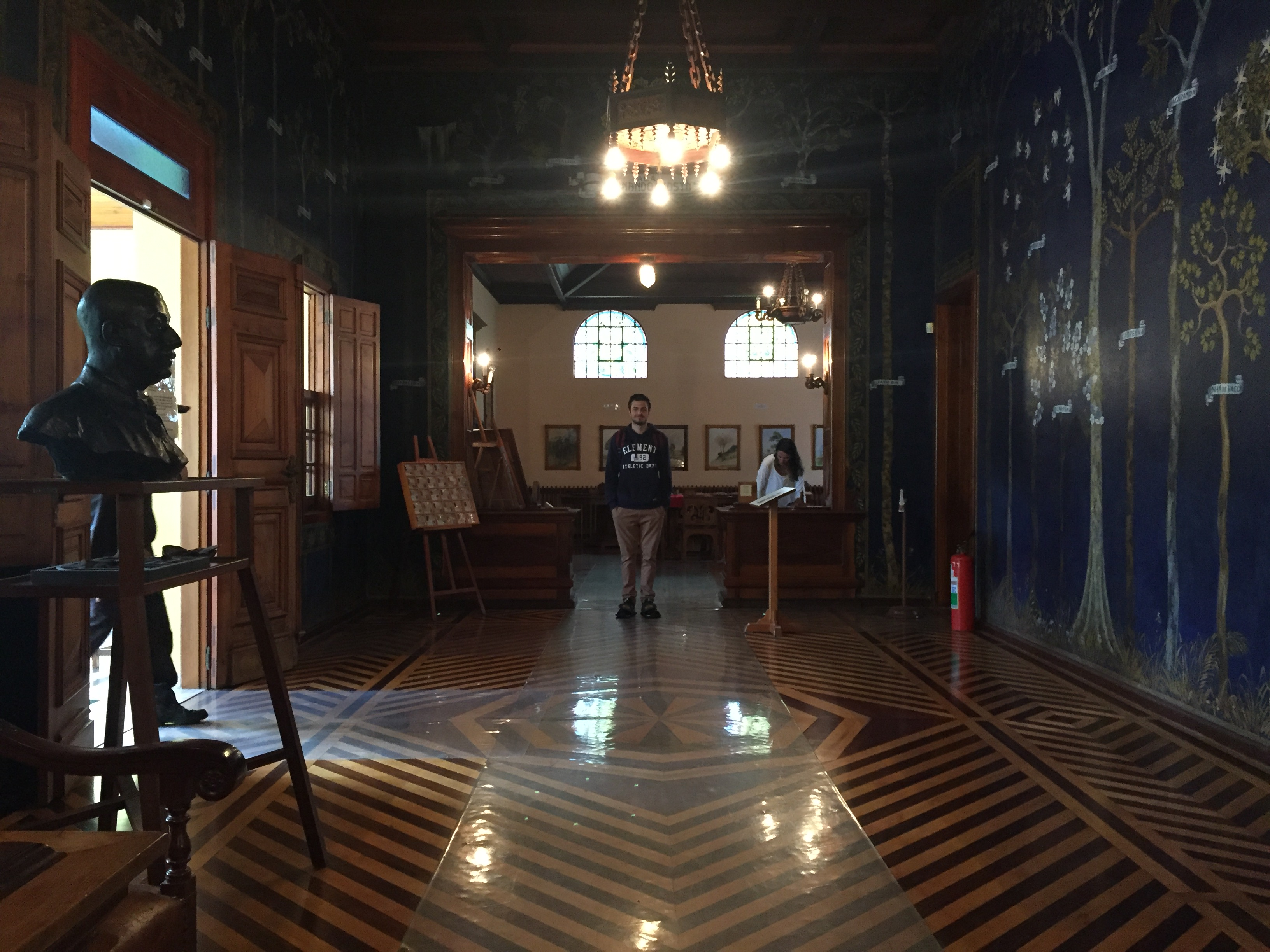
Hall de entrada e saída do museu
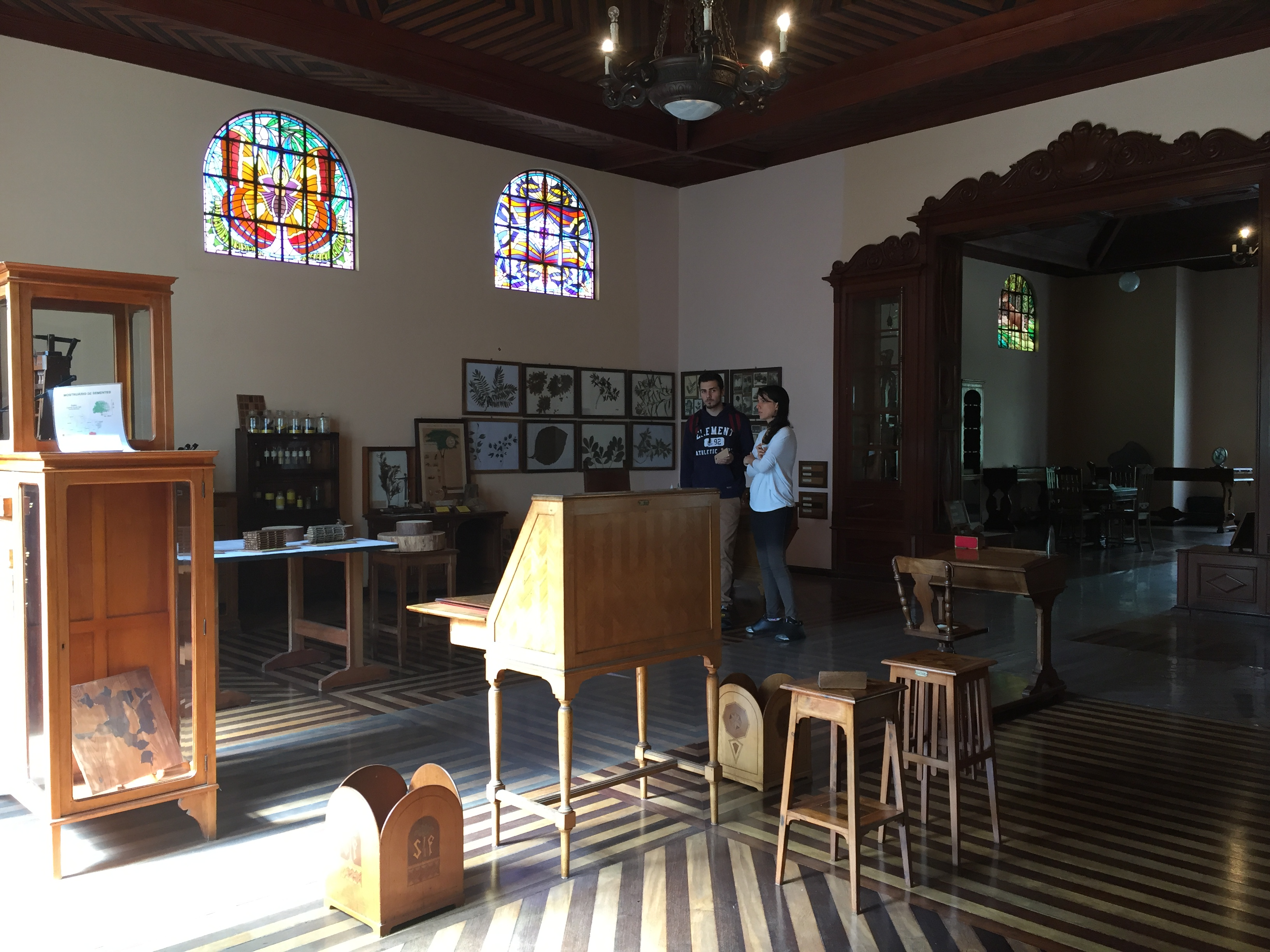
Sala da ala Julio Prestes
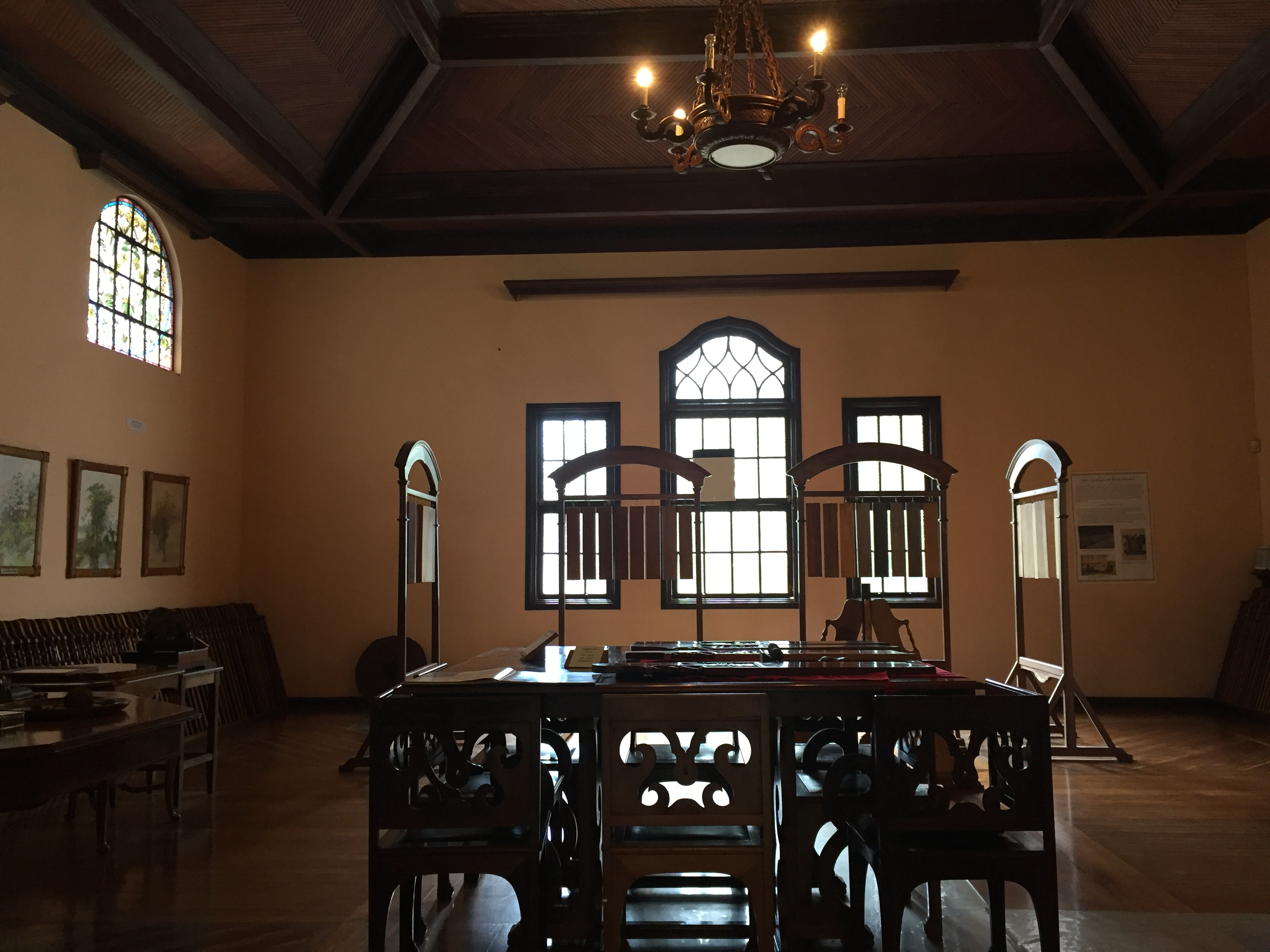
Sala Ala Fernando Costa
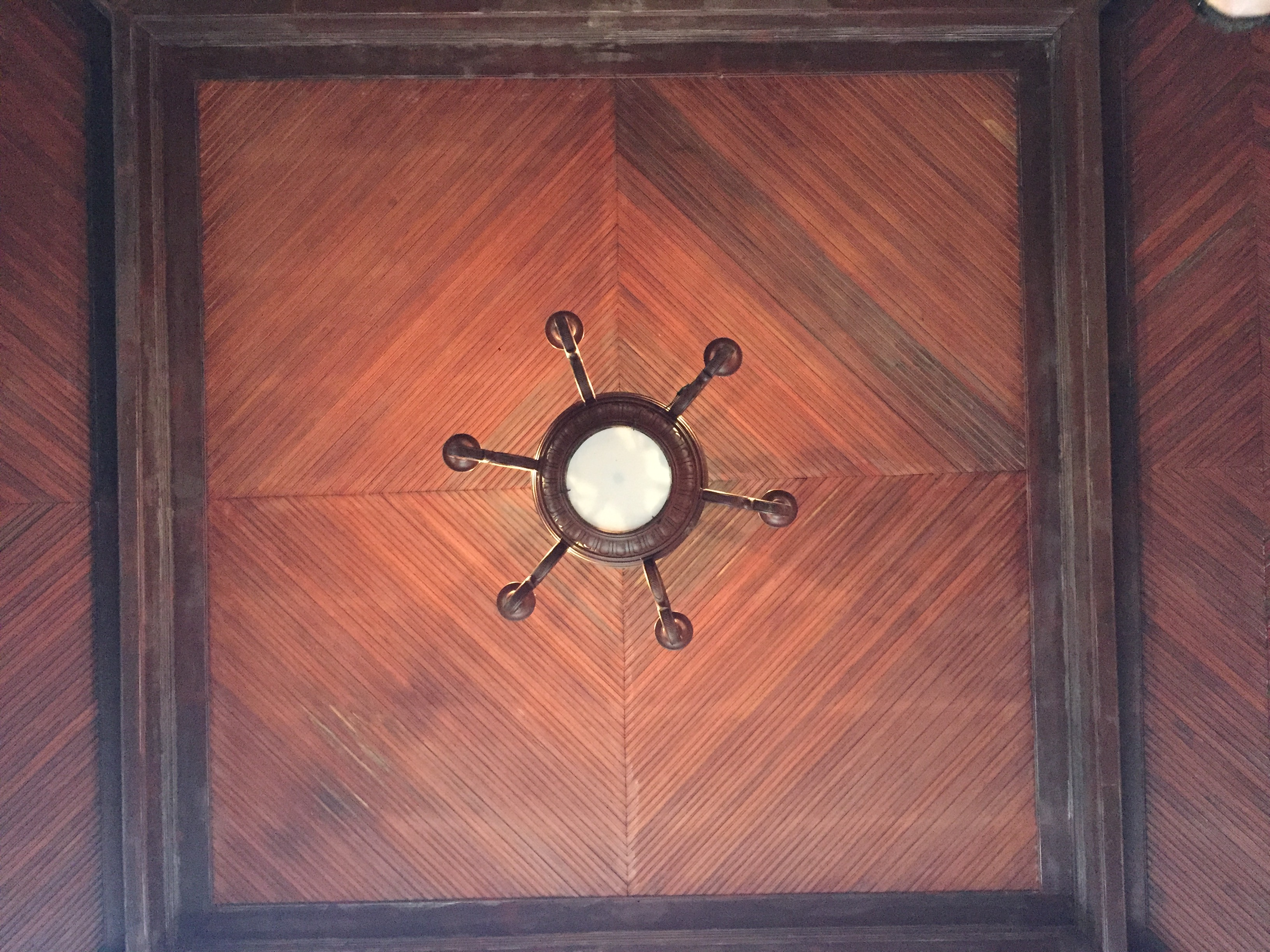
Detalhes de forro feito a partir de três tipos diferentes de madeiras
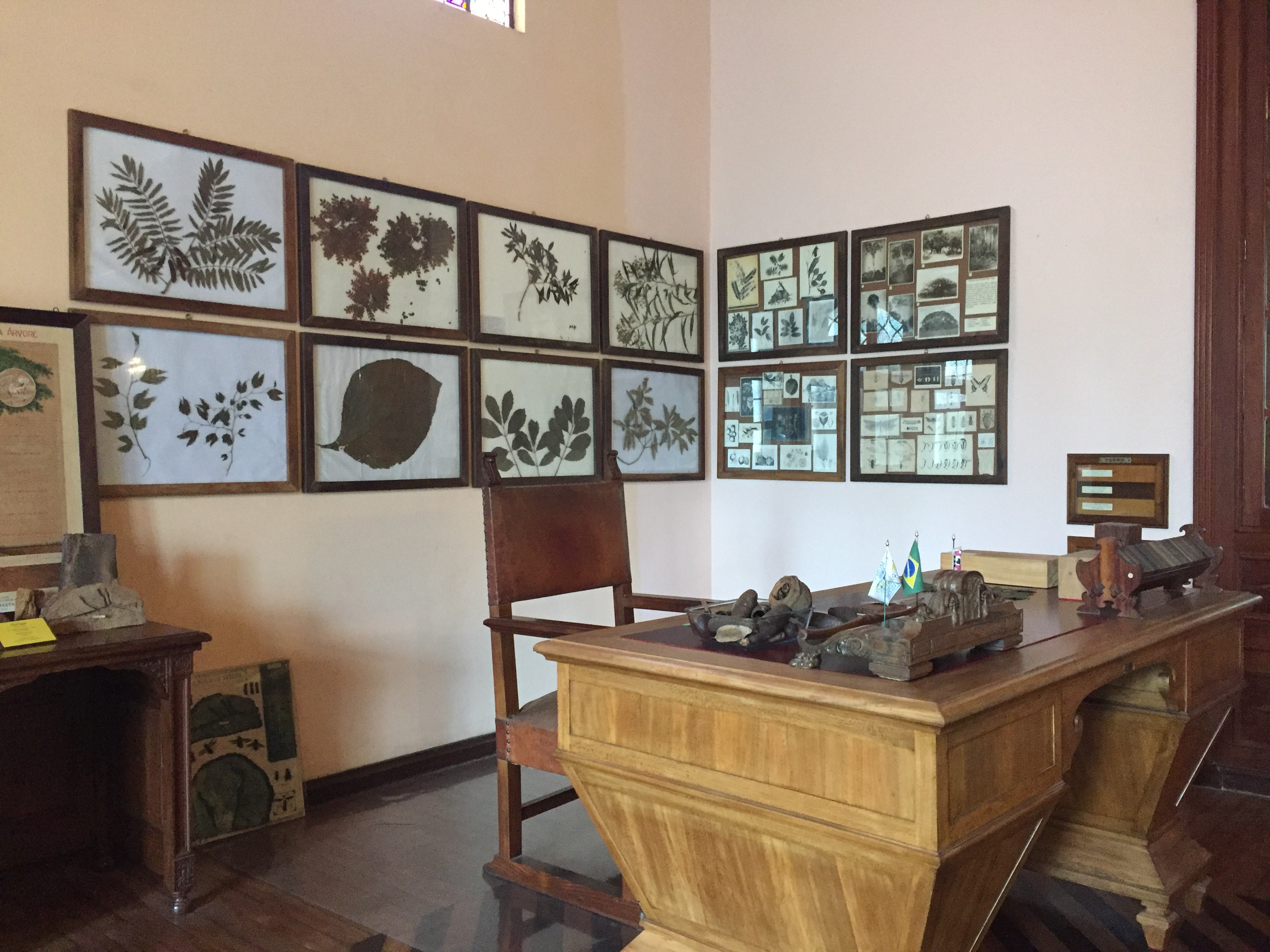
Reprodução da mesa de Octávio Vecchi
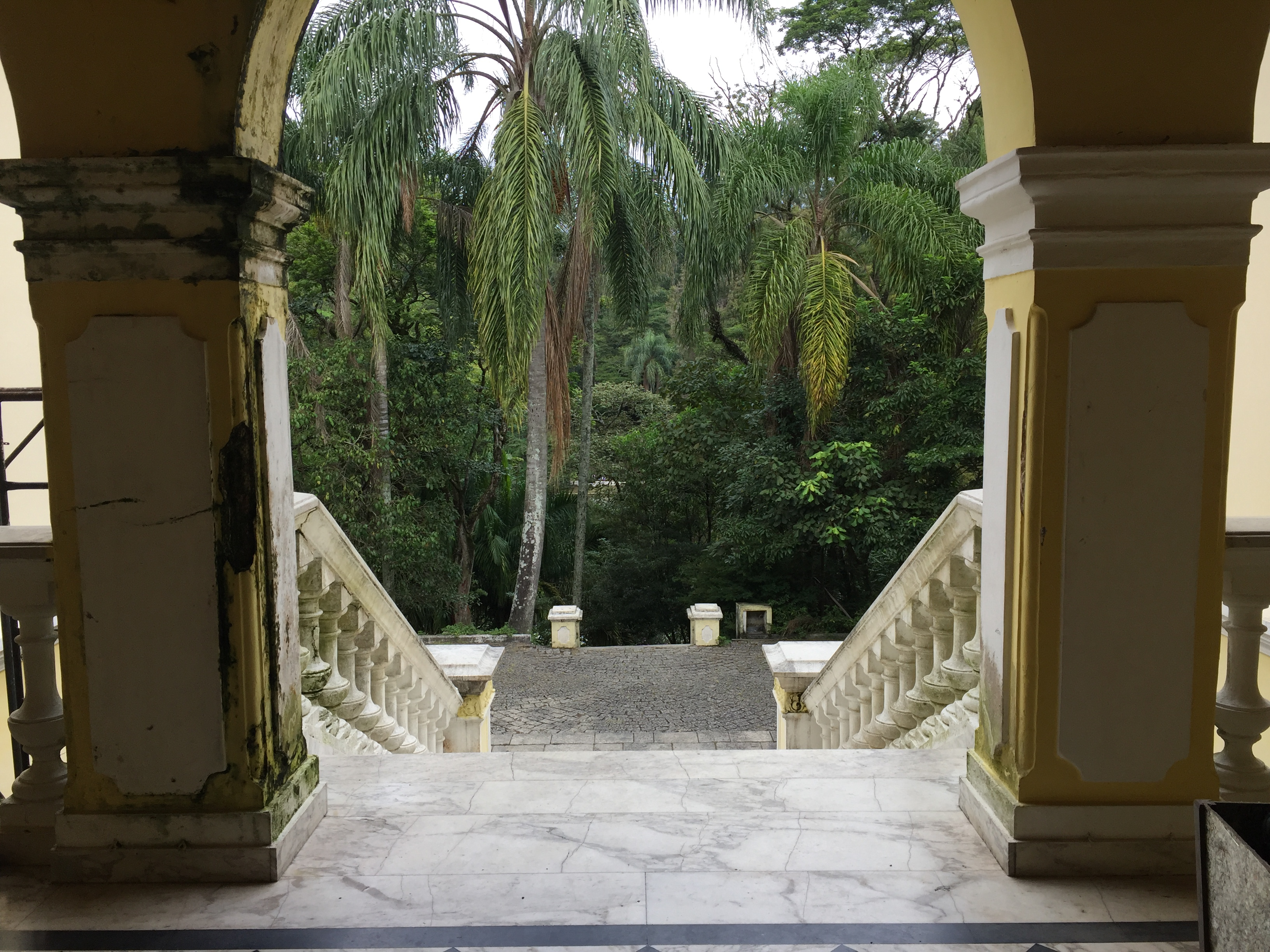
Saída Museu Florestal Octávio Vecchi
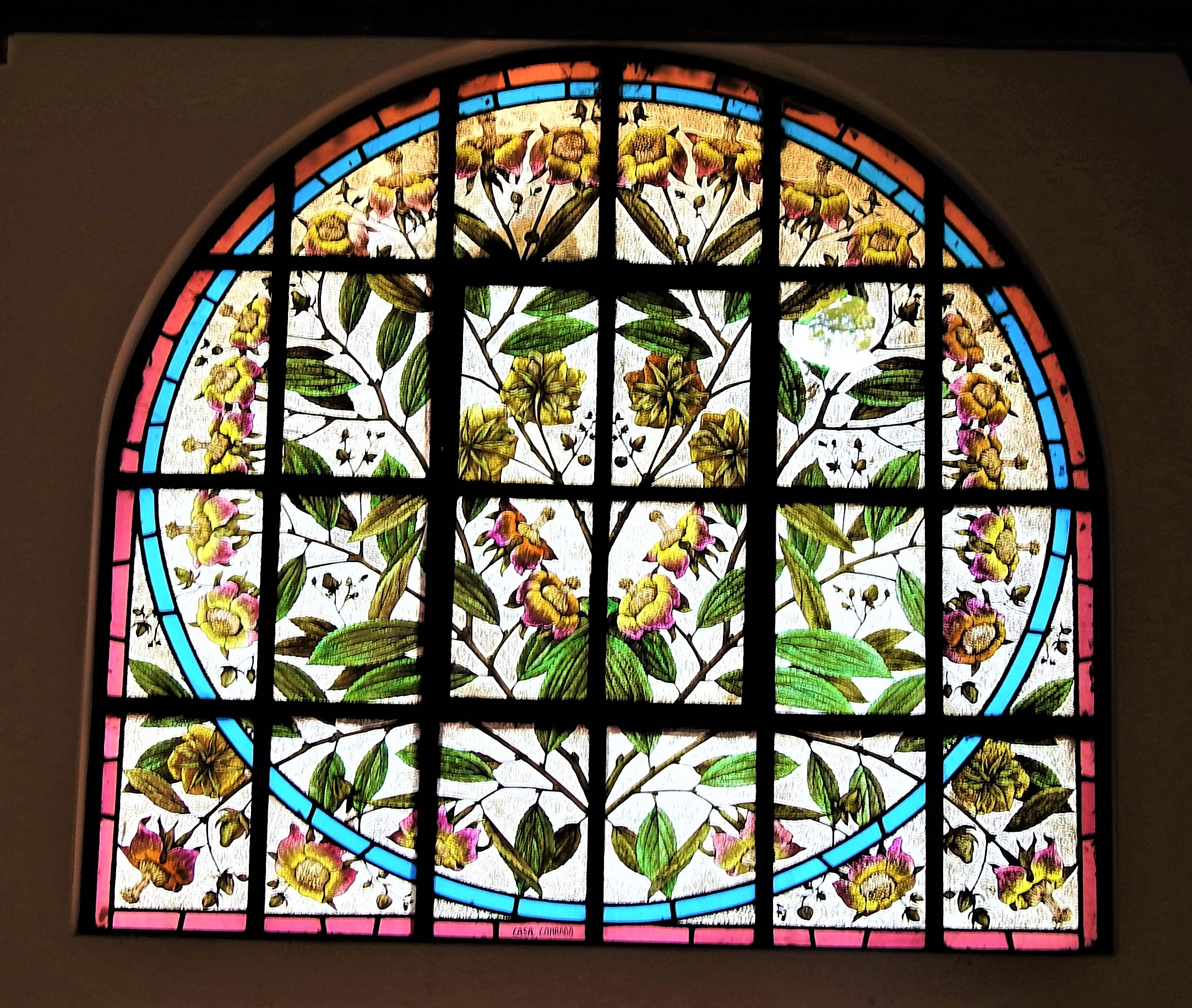
Vitral